# Regular Show, le film
 (septembre 2020).
Si vous disposez d'ouvrages ou d'articles de référence ou si vous connaissez des sites web de qualité traitant du thème abordé ici, merci de compléter l'article en donnant les références utiles à sa vérifiabilité et en les liant à la section « Notes et références ».
Pour plus de détails, voir Fiche technique et Distribution.
Regular Show, le film (Regular Show: The Movie) est un film d'animation américain basé sur la série Regular Show, réalisé par J. G. Quintel et sorti en 2015.

## Synopsis
Après avoir généré par accident une « tornade temporelle », Rigby et Mordecai doivent remonter le temps pour affronter un coach de volleyball maléfique tout en sauvant l'univers… et leur amitié.

## Fiche technique
- Titre original : Regular Show: The Movie
- Titre français : Regular Show, le film
- Réalisation : J. G. Quintel
- Scénario :  J. G. Quintel et Sean Szeles
- Musique : Mark Mothersbaugh, John Enroth et Albert Fox
- Direction artistique : Paul Spence (supervision)
- Création des personnages : Ben Adams
- Décors : Alex Dilts, Art Morales, Paula Spence
- Animation : Brian Sheesley et Robert Alvarez (supervision)
- Son : Jeff Hutchins, Edward Steidele, Robert Serda
- Montage : Bobby Gibis
- Direction de production : Sean Szeles, Janet Dimon
- Production : Ryan Slater
- Société de production : Cartoon Network Studios, Saerom Animation et Sabre Media Studios
- Société de distribution : Warner Bros. Pictures et Cartoon Network
- Pays d'origine :  États-Unis
- Langue : anglais
- Format : couleur - Digital - 1,75:1 - Dolby Digital
- Genre : Animation, comédie, science-fiction
- Durée : 69 minutes
- Dates de sortie :
  - États-Unis : 14 août 2015
  - France : 24 janvier 2018

## Distribution

### Voix originales
- J. G. Quintel : Mordecai et Fantôme Frappeur
- William Salyers : Rigby
- Sam Marin : Benson, Pops et Monsieur Muscles
- Mark Hamill : Skips
- Jason Mantzoukas : Mr. Ross
- David Koechner : Principal Dean
- Minty Lewis : Aline
- Roger Craig Smith : Jablonski, Frank Smith et le gérant du Fast-Food
- Ali Hillis : le robot du vaisseau
- Kurtwood Smith : Gene
- Eddie Pepitone : Sherm
- Paul F. Tompkins : Sherm
- Fred Tatasciore : Père Temps, un garde de la sécurité et autres personnages
- Steven Blum : Techmo
- Janie Haddad : Margaret

### Voix belges[1]
- Emmanuel Dekoninck : Mordecai
- Maxime Donnay : Rigby
- Nicolas Matthys : Monsieur Muscles
- Tony Beck : Benson
- Benoît Van Dorslaer : Pops et Skips
- Patrick Descamps : Père Temps
- Alexis Flamant : Buddy
- Delphine Chauvier : Aline
- Erwin Grünspan : Frank
- Marc Weiss : Jablowski
- Prunelle Rulens : la mère de Rigby
- Martin Spinhayer : Gene